# Survivor Series 1989
Survivor Series 1989 was een pay-per-viewevenement in het professioneel worstelen dat georganiseerd werd door de World Wrestling Federation (WWF). Dit evenement was de 3de editie van Survivor Series en vond plaats in het Rosemont Horizon in Rosemont (Illinois) op 23 november 1989.

## Matchen
| Nr.                                                                          | Match | Winnaar(s)            |
| ---------------------------------------------------------------------------- | --- | --------------------- |
| -                                                                            | Paul Roma vs. Boris Zhukov in een één-op-één match | Boris Zhukov          |
| 1                                                                            | The Dream Team (Dusty Rhodes, Brutus Beefcake, The Red Rooster & Tito Santana) vs. The Enforcers (The Big Boss Man, Bad News Brown, Rick Martel & The Honky Tonk Man) (met Jimmy Hart en Slick) in een vier-op-vier Survivor Series elimination match | The Dream Team        |
| 2                                                                            | The 4x4's: (Jim Duggan, Bret Hart, Ronnie Garvin & Hercules) vs. The King's Court (Randy Savage, Canadian Earthquake, Dino Bravo & Greg Valentine) (met Jimmy Hart en Sensational Queen Sherri) in een vier-op-vier Survivor Series elimination match | The King's Court      |
| 3                                                                            | The Hulkamaniacs (Hulk Hogan, Demolition & Jake Roberts) vs. The Million $ Team (Ted DiBiase, Powers of Pain & Zeus) (met Virgil en Mr. Fuji) in een vier-op-vier Survivor Series elimination match                                                   | The Hulkamaniacs      |
| 4                                                                            | Roddy's Rowdies (Roddy Piper, Jimmy Snuka & The Bushwhackers) vs. The Rude Brood (Rick Rude, Mr. Perfect, The Fabulous Rougeaus) (met The Genius en Jimmy Hart)in een vier-op-vier Survivor Series elimination match                                  | The Rude Brood        |
| 5                                                                            | The Ultimate Warriors (The Ultimate Warrior, The Rockers & Jim Neidhart) vs. The Heenan Family (Bobby Heenan, André the Giant, Haku & Arn Anderson) in een vier-op-vier Survivor Series elimination match                                             | The Ultimate Warriors |
| (c) huidige kampioen voor en na de match \| (nc) nieuwe kampioen na de match | |                       |